# Garje
Garje (skabies, poljudno tudi srbečica) so nalezljiva kožna bolezen, ki jo povzroča majhna pršica, imenovana srbec (Sarcoptes scabiei). Samica (dolga je 0,3 do 0,4 mm) vrta v vrhnji plasti kože (pokožnici). Povprečno dela 1 cm dolge rovčke, v katere odlaga jajčeca. Najbolj je aktivna ponoči, ko se koža v postelji segreje in tedaj tudi najbolj srbi.
Norveške garje so huda oblika bolezni, ki se pojavlja pri ljudeh z motnjami v delovanju imunskega sistema (na primer pri bolnikih z aidsom). Kožne poškodbe so razširjene, prizadeti so lahko tudi nohti.

## Vzrok in nastanek bolezni
Srbci, ki so povzročitelji garij, so obligatorni (obvezni) zajedavci. Imajo štiri pare nog. Samčki so manjši od samic. Življenjski cikel srbca se začne z jajčecem, iz katerega se izvali ličinka. Nadalje preide dve nimfni fazi, nakar se razvije odrasla žuželka. Samec doseže stopnjo odrasle žuželke po okoli 14 dneh, samica po okoli 3 tednih. Le samičke vrtajo v roženo plast vrknjice kože majhne rovčke, dolge približno 1 cm in se na koncu njih nahajajo kot drobne izboklinice. V rovčkih izločajo iztrebke ter ležejo jajčeca, dnevno izležejo 2–3 jajčeca; v svojem življenjskem ciklu pa 40–50. Samička lahko v gostitelju dočaka starost do 60 dni, nato odmre; izven gostitelja preživi največ 3–4 dni. Samčki se nahajajo na površju kože in iščejo samice, po oploditvi samice pa odmrejo. Odrasla oseba ima pri okužbi na koži povprečno 12 samic.
Okužba se med ljudmi prenaša s tesnim telesnim stikom, največkrat z ležanjem v isti postelji. Redkeje se bolezen prenaša prek oblačil ali posteljnine. Ker pršice izven kože preživijo le nekaj dni, zračenje posteljnine in oblačil ali njihova neuporaba prekine krog okužbe.

## Epidemiologija
Pogosto garje povezujemo z nečistoto, vendar nesnaga ni pogoj za razvoj bolezni. Na splošno se srbci pojavljajo tam, kjer se srečuje veliko ljudi (podobno kot uši). Zato pogosto prizadenejo domove za starostnike, otroške vrtce, šole in celo bolnišnice. Med ljudmi se garje prenašajo z medsebojnimi stiki. Pogosteje se pojavljajo tudi v času vojn, naravnih nesreč, migracij ...
Okužba prizadene ljudi vseh ras in socialnih slojev, v razvitih državah pa se pojavlja ciklično nihanje v pojavljanju garij – večje število obolelih se pojavi na vsakih 10–15 let. Garje so stalno navzoče tudi v Sloveniji. V zadnjem obdobju je bilo v Sloveniji največ primerov garij prijavljenih v leta 2002 (587), najmanj pa leta 2012 (263). Leta 2008 se je med stanovalci študentskih domov v Ljubljani pojavil manjši izbruh garij; prijavljenih je bilo 18 primerov pri študentih ter en primer pri osebi, zaposleni v študentskem domu. Največji izbruh je bil leta 2010, ko je zbolelo 68 oskrbovancev in zaposlenih iz doma za starejše občane.

## Simptomi
Najpogosteje je prizadeta koža na neporaščenih delih telesa z manjšim izločanjem loja. Prizadeta je zlasti koža na prstih, zapestjih, zadnjici, spolovilih, komolcih, pod pazduhami, za ušesi, v predelu pasa, na kolenih, stopalih ... Posebej so izpostavljene kožne gube. Pri norveških garjah in pri manjših otrocih sta lahko prizadeta tudi vrat in glava.
Posebej moteče je hudo srbenje, ki ga ne povzročajo same pršice, pač pa je posledica alergijske reakcije na njihove iztrebke. Srbenje se lahko pojavi tudi na predelih, ki sicer niso neposredno prizadeti. Srbenje postane ponoči intenzivnejše, ko se koža v postelji segreje; srbci so namreč v toplem okolju dejavnejši. Posledično zaradi srbeža se bolnik praska in s tem povzroča poškodbe na koži in prenos pršic na druga mesta.
Poleg srbenja so značilni še nekaj mm dolgi, nekoliko dvignjeni, rdečkasto-rjavi, nepravilno zaviti rovčki. Navadno jih je le nekaj. Začetni del rovčka je vstopno mesto samice in ga prekriva drobna krasta, slepi konec rovčka pa je komaj opazen in se kaže kot komaj zaznavna izboklina, v kateri je samica. Pojavljajo se tudi kot proseno zrno velike rdečkasto rjave bunčice, prekritez drobno krasto. Po nekaj dneh lahko pride do dodatne bakterijske okužbe, kar lahko spominja na impetigo.
Posebna in redka oblika garij so norveške garje, ki se pojavljajo pri ljudeh z oslabljenim imunskim sistemom (bolniki z rakavimi obolenji, aidsom, zdravljeni z imunosupresivi ...) in pri duševno prizadetih ljudeh. Na pordeli koži so simetrično razporejene, debele obloge lusk, podobne spremembam pri luskavici. Spremembe se pojavljajo tudi na obrazu, lasišču in nohtih. Prizadeta koža je rdeča in se lušči, v luskah pa so številne pršice, zato je bolezen zelo nalezljiva.

## Diagnoza
Bolezen potrdimo z mikroskopskim pregledom postrgane kožne spremembe. Bolezen je potrebno prijaviti regionalnemu zavodu za zdravstveno varstvo.

## Zdravljenje
Učinkovito zdravilo je mazilo s permetrinom; praviloma že enkratni nanos pomori pršice. Permetrin je piretroidni insekticid, ki je za človeka varen. V Sloveniji je zaenkrat registriran le krotamiton (Eurax®). Uporabljajo se tudi drugi insekticidi. Pred začetkom zdravljenja se svetuje kopel ter menjava posteljnine in perila, sledi tridnevno mazanje vsega telesa, razen glave in vratu, nato pa ponovna kopel in menjava perila in posteljnine. Za razkuževanje vrhnje obleke zadostuje likanje, 4–5 dnevno zračenje ali kemično čiščenje.  
Vedno je treba istočasno zdraviti tudi družinske člane in druge osebe, ki so bile v stiku z bolnikom. V šolo ali službo se bolniki lahko vrnejo 24 ur po zaključenem prvem zdravljenju.